# Cykelbarometer
Et cykelbarometer er et barometer, der tæller antallet af cyklister, der cykler forbi. Det første cykelbarometer i Danmark blev opsat i Odense i 1999. Siden er de blevet etableret i København, Århus, Aalborg, Vejle og Frederiksberg, og de er blevet eksporteret til flere andre lande. Hensigten er at synliggøre cykling og motivere flere til at cykle.
Cykelbarometre kan suppleres med årstotal, vejrinformationer mv. Siden er der kommet er lang række andre elektroniske cykelprodukter på markedet.
- Wikimedia Commons har flere filer relateret til Cykelbarometer